# 綠點區

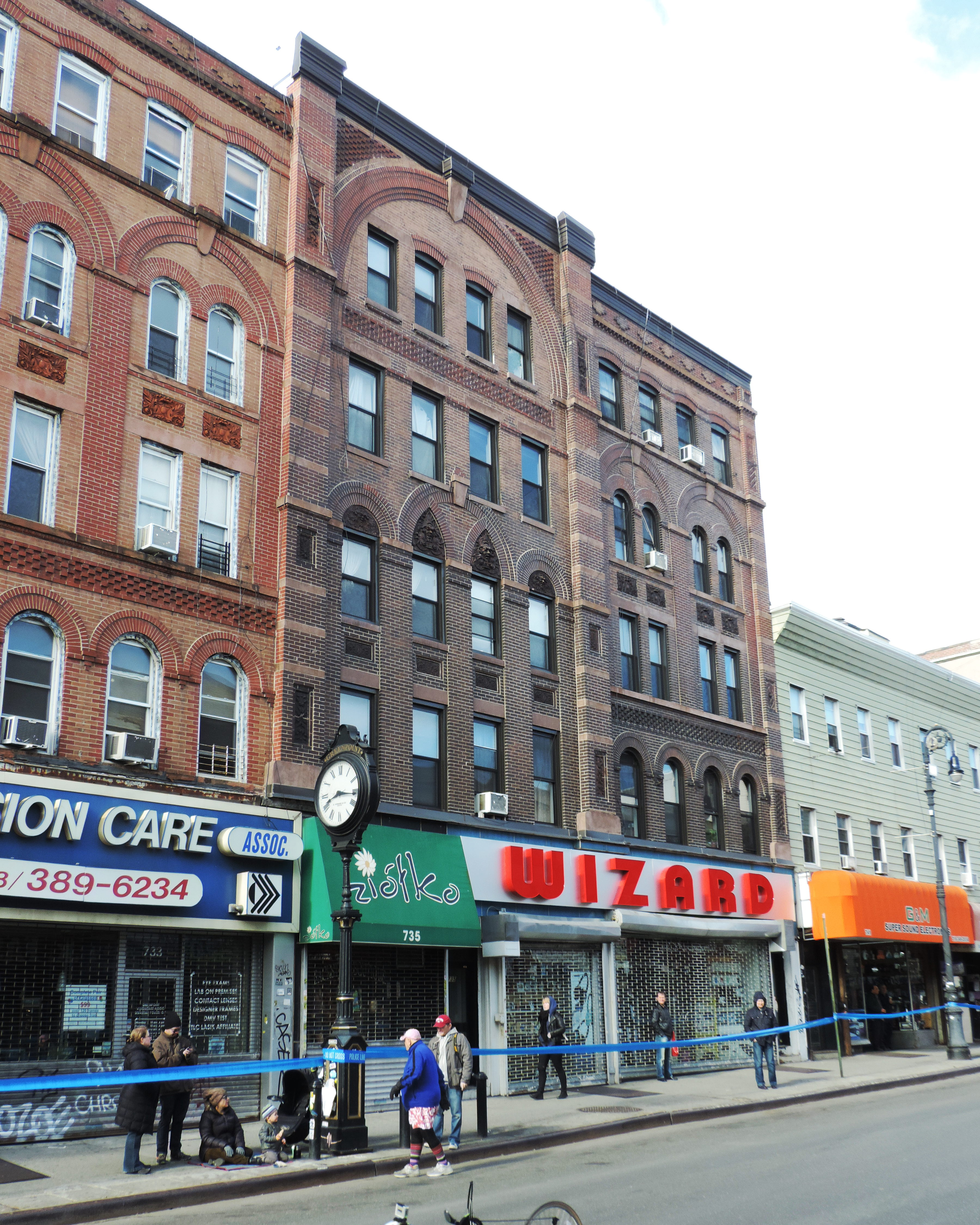
綠點區的城市景觀

綠點區（Greenpoint）是位於美國紐約市布魯克林區最北部的一個地區。綠點區居住有眾多波蘭裔美國人和波蘭移民，因此又有「小波蘭」之稱。綠點區原本是一個工人階級和移民的社區。但自2000年代以來，這裡日益成為夜生活的中心並士紳化。

## 外部連結
- Forgotten New York: Greenpoint （页面存档备份，存于）
- Greenpoint Landmarks （页面存档备份，存于）